# 영국 왕자 존
존 왕자(영어: Prince John of the United Kingdom, 1905년 7월 12일 ~ 1919년 1월 18일)는 조지 5세와 테크의 메리의 여섯 자녀들 중 다섯 번째 아들이자 막내였다. 뇌전증을 앓았으며, 뇌전증 발작으로 사망했다. 존은 은둔 생활을 했는데, 이는 영국 왕실을 비판할 때 근거로 사용되곤 했다. 허나 존이 어릴 때부터 숨겨져 있었다는 의견과 달리, 상태가 심각해진 열한 번째 생일 이후에도 종종 대중 앞에 모습을 드러내며 일생의 대부분을 온전히 왕가의 일원으로 살았다.
태어났을 때 아버지는 할아버지인 에드워드 7세의 명백한 후계자였다. 1910년에 에드워드 7세가 사망하자 존의 아버지가 조지 5세로 왕위를 계승했고, 존은 영국 왕위 계승 서열에서 다섯 번째가 되었다. 그러나 그로부터 1년전인 1909년에 뇌전증이 진단되었다. 1916년에 상태가 악화되자 샌드링엄 하우스에 보내졌다. 거기서 가정교사인 샬롯 "랄라" 빌에 의해 보살핌을 받았고, 어머니인 테크의 메리는 아들의 놀이 친구를 위해 지역 아이들을 모아 존과 친구가 되게 하였다. 그러나 극심한 발작 후 1919년 샌드링엄에서 사망했고, 근처의 막달린 성당에 묻혔다. 그의 병은 그가 죽은 후에야 더 많은 대중에게 공개되었다.

## 생애

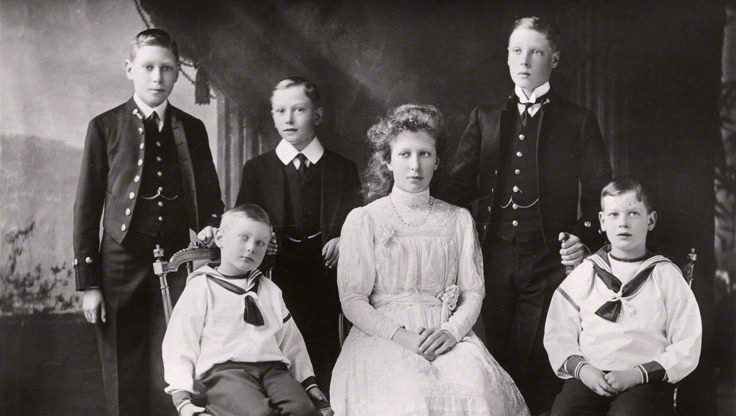
1912년에 촬영된 조지 5세의 아이들

1905년 7월 12일, 노퍽의 샌드링엄 하우스내의 요크 코티지에서 태어났다. 존이 태어날 때 어머니 메리가 난산으로 매우 고생했다고 한다. 동년 8월 3일에 세례를 받았다.
선천적으로 자폐증이 있었던 데다 4세 때 처음 간질 발작을 일으켰고, 이후 세상으로부터 숨겨진 존재였기 때문에 1911년 부왕 대관식에도 참석하지 않았다. 병세가 악화된 말년에는 샌드링엄하우스 궁전 부지 내 우드농장에서 유모와 함께 살았다고 한다.
형제와의 사이는 나쁘지 않았고, 특히 형 조지와는 잘 놀았다고 하지만 원래 아이들에게 별로 애정을 쏟지 않았던 어머니와의 사이는 평생 좋다고 할 수 있는 것이 아니었다. 그래서인지 유모를 잘 따랐다고 한다.
1919년 1월 18일 오전 5시 30분 이곳에서 13세의 나이로 요절했다. 샌드링엄의 성 막달라 마리아 교회에 묻혔다.
영국 왕실의 비극적 존재로 최근 주목받아 그를 주역으로 한 영화도 만들어졌으며, 채널 4에서도 그를 소재로 한 문서 프로그램이 방송되었다.

## 참고 문헌
- Archived at Ghostarchive and the Wayback Machine: Tizley, Paul (director) (2008). 《Prince John: The Windsors' Tragic Secret》 (Documentary). London: Channel 4. 2013년 10월 20일에 확인함.